# Mahdi Redha
Mahdi Ali Hassan Redha (Dubai, 20 aprile 1965) è un allenatore di calcio emiratino.

## Carriera
Ha guidato la nazionale emiratina Under-20 al campionato mondiale di categoria del 2009.
Nella stagione 2009-2010 ha ricoperto per la prima volta il ruolo di tecnico dell'Shabab Al-Ahli
Dopo aver guidato la nazionale olimpica emiratina ai Giochi olimpici del 2012, il 15 agosto 2012, al termine della rassegna, è divenuto il commissario tecnico della nazionale maggiore.

## Palmarès

### Giocatore

#### Competizioni nazionali
- Coppa del Presidente degli Emirati Arabi Uniti: 2

Al-Ahli: 1988, 1996

### Allenatore

#### Club
- Coppa del Presidente degli Emirati Arabi Uniti: 1

Shabab Al-Ahli: 2020-2021
- UAE Arabian Gulf Cup: 1

Shabab Al-Ahli: 2020-2021
- Supercoppa degli Emirati Arabi Uniti: 1

Shabab Al-Ahli: 2020

#### Nazionale
- Campionato asiatico di calcio Under-19: 1

UAE Under-19: 2008
- Coppa delle Nazioni del Golfo: 1

UAE: 2013